# Endorphin
Endorphin es un programa de síntesis de movimiento dinámico desarrollado por Natural Motion. Endorphin puede ser usado para simular físicas con objetos simples (cubos, esferas, cilindros, etc.) y para crear una animación 3D utilizando "comportamientos", los cuales son una serie de movimientos predeterminados que pueden ser usados en un personaje. Lo que hace a Endorphin único es que estos movimientos predeterminados no son como las animaciones 3D, sino que, al mismo tiempo en el que el personaje está haciendo ese movimiento, el programa lo hace interactuar con el resto del escenario y con el jugador en sí, logrando así que no se produzcan penetraciones entre objetos 3D, como pasa muchas veces con las animaciones comunes. A diferencia de Euphoria, Endorphin no es un motor, sino que es un software para crear animaciones de una manera totalmente nueva.
Endorphin tiene su versión gratis (Endorphin Learning Edition) y su versión comercial, la diferencia más importante entre ellas es que en la comercial se pueden exportar las animaciones a 3D Studio Max o Maya.
Se utilizó en muchas películas y videojuegos, como Troya, Poseidón y Tekken 5.